# Гибшман, Георгий Эдуардович
Гео́ргий Эдуа́рдович Ги́бшман (16 апреля 1902, Астрахань, Российская империя — 28 января 1987, Астрахань, РСФСР, СССР) — советский писатель, историк-краевед, автор многочисленных книг и статей об истории Астрахани и Астраханской области. Участник Гражданской войны в России.

## Биография
Родился и вырос в Астрахани. В годы Гражданской войны служил помощником моториста на катере-истребителе «Дерзкий» Волжско-Каспийской военной флотилии. После войны переехал в Москву, где закончил пожарно-техническое училище, затем вернулся в родную Астрахань. Служил на речном флоте, в том числе на пожарно-спасательном судне «Астрахань», начальником охраны рейда. Во время Великой Отечественной войны возглавлял отдел охраны и ПВО Астраханского управления Главнефтеснаба.
После выхода на пенсию Гибшман был избран председателем местного общества охраны природы и увлёкся краеведением. В это время он стал писать сочинения об истории родного города, совмещая огромную архивную работу с использованием собственных воспоминаний о дореволюционной Астрахани, которую он застал подростком. Гибшман собрал большую коллекцию книг, журналов, альбомов, словарей и рукописей, связанных с местной историей культурой. 
Незадолго до смерти передал значительную часть краеведческих материалов в Пушкинский Дом — Институт русской литературы РАН в Ленинграде. После смерти Гибшмана его вдова передала оставшуюся часть библиотеки в Астраханский краеведческий музей, где его коллекция хранится до сих пор.
Скончался после болезни в январе 1987 года, похоронен на Городском кладбище № 2 на улице Рождественского в Астрахани.